# كاباليرونية غريمية
كاباليرونية غريمية (الاسم العلمي: Burkholderia grimmiae) هي نوع من البكتيريا، سلبية الغرام، تتبع جنس البيركهولدرية.